# إرنست إتش مارتن
إرنست إتش مارتن (بالإنجليزية: Ernest H. Martin)‏ هو منتج مسرحي ‏ أمريكي، ولد في 28 أغسطس 1919، وتوفي في 1995.

## وصلات خارجية
- إرنست إتش مارتن على موقع IMDb (الإنجليزية)
- إرنست إتش مارتن على موقع قاعدة بيانات برودواي على الإنترنت (الإنجليزية)
- إرنست إتش مارتن على موقع قاعدة بيانات الفيلم (الإنجليزية)